# Yasuki Kimoto
Yasuki Kimoto (木本恭生?, Kimoto Yasuki; Fuji, 6 agosto 1993) è un calciatore giapponese, difensore o centrocampista dell'FC Tokyo.

## Caratteristiche tecniche
È un difensore centrale.

## Statistiche

### Presenze e reti nei club
Statistiche aggiornate all'8 dicembre 2024.
| Stagione               | Squadra                | Campionato             | Campionato | Campionato | Coppe nazionali | Coppe nazionali | Coppe nazionali | Coppe continentali | Coppe continentali | Coppe continentali | Altre coppe | Altre coppe | Altre coppe | Totale | Totale |
| Stagione               | Squadra                | Comp                   | Pres       | Reti       | Comp            | Pres            | Reti            | Comp               | Pres               | Reti               | Comp        | Pres        | Reti        | Pres   | Reti   |
| ---------------------- | ---------------------- | ---------------------- | ---------- | ---------- | --------------- | --------------- | --------------- | ------------------ | ------------------ | ------------------ | ----------- | ----------- | ----------- | ------ | ------ |
| 2013                   | Fukuoka Daigaku        | -                      | -          | -          | CG              | 2               | 0               | -                  | -                  | -                  | -           | -           | -           | 2      | 0      |
| 2015                   | Fukuoka Daigaku        | -                      | -          | -          | CG              | 1               | 0               | -                  | -                  | -                  | -           | -           | -           | 1      | 0      |
| Totale Fukuoka Daigaku | Totale Fukuoka Daigaku | Totale Fukuoka Daigaku | -          | -          |                 | 3               | 0               |                    | -                  | -                  |             | -           | -           | 3      | 0      |
| 2016                   | Cerezo Osaka U-23      | J3                     | 23         | 1          | -               | -               | -               | -                  | -                  | -                  | -           | -           | -           | 23     | 1      |
| 2016                   | Cerezo Osaka           | J2                     | 1          | 1          | CG              | 1               | 0               | -                  | -                  | -                  | -           | -           | -           | 2      | 1      |
| 2017                   | Cerezo Osaka           | J1                     | 23         | 2          | CG+CdL          | 4+13            | 1+3             | -                  | -                  | -                  | -           | -           | -           | 40     | 6      |
| 2018                   | Cerezo Osaka           | J1                     | 22         | 0          | CG+CdL          | 2+2             | 0               | ACL                | 2                  | 0                  | SG          | 0           | 0           | 28     | 0      |
| 2019                   | Cerezo Osaka           | J1                     | 29         | 0          | CG+CdL          | 2+4             | 0               | -                  | -                  | -                  | -           | -           | -           | 35     | 0      |
| 2020                   | Cerezo Osaka           | J1                     | 28         | 0          | CdL             | 3               | 0               | -                  | -                  | -                  | -           | -           | -           | 31     | 0      |
| Totale Cerezo Osaka    | Totale Cerezo Osaka    | Totale Cerezo Osaka    | 103        | 3          |                 | 31              | 4               |                    | 2                  | 0                  |             | 0           | 0           | 136    | 7      |
| 2021                   | Nagoya Grampus         | J1                     | 32         | 0          | CG+CdL          | 4+5             | 0+1             | ACL                | 7                  | 0                  | -           | -           | -           | 48     | 1      |
| 2022                   | FC Tokyo               | J1                     | 33         | 2          | CG+CdL          | 2+1             | 0               | -                  | -                  | -                  | -           | -           | -           | 36     | 2      |
| 2023                   | FC Tokyo               | J1                     | 24         | 0          | CG+CdL          | 2+3             | 0               | -                  | -                  | -                  | -           | -           | -           | 29     | 0      |
| 2024                   | FC Tokyo               | J1                     | 18         | 1          | CG+CdL          | 1+1             | 0               | -                  | -                  | -                  | -           | -           | -           | 20     | 1      |
| 2025                   | FC Tokyo               | J1                     | 0          | 0          | CG+CdL          | 0               | 0               | -                  | -                  | -                  | -           | -           | -           | 0      | 0      |
| Totale FC Tokyo        | Totale FC Tokyo        | Totale FC Tokyo        | 75         | 3          |                 | 10              | 0               |                    | -                  | -                  |             | -           | -           | 85     | 3      |
| Totale carriera        | Totale carriera        | Totale carriera        | 233        | 7          |                 | 53              | 5               |                    | 9                  | 0                  |             | 0           | 0           | 295    | 12     |

## Palmarès

### Club

#### Competizioni nazionali
- Coppa J. League: 2

Cerezo Osaka: 2017
Nagoya Grampus: 2021
- Coppa dell'Imperatore: 1

Cerezo Osaka: 2017
- Supercoppa del Giappone: 1

Cerezo Osaka: 2018

### Nazionale
- Universiadi:   1

Gwangju 2015